# Rivière Beaurivage
Der Rivière Beaurivage ist ein linker Nebenfluss des Rivière Chaudière in der Verwaltungsregion Chaudière-Appalaches der kanadischen Provinz Québec.

## Flusslauf
Der Rivière Beaurivage hat seinen Ursprung in dem kleinen See Lac Beaurivage in der Nähe von Saint-Séverin an den Ausläufern der Appalachen. Er fließt in überwiegend nördlicher Richtung durch die MRC Lotbinière. Er passiert die Orte Saint-Patrice-de-Beaurivage, Saint-Gilles und Saint-Étienne-de-Lauzon. Der Fluss mündet schließlich südlich von Les Chutes-de-la-Chaudière-Ouest, einem Vorort von Lévis, in den Rivière Chaudière. Bei Saint-Gilles trifft der Bras d’Henri rechtsseitig auf den Rivière Beaurivage. Der Rivière Beaurivage hat eine Länge von etwa 65 km. Er entwässert ein Areal von 727 km².

## Etymologie
Der Flussname leitet sich von Gilles Rageot de Beaurivage ab. Dieser bekam am 1. April 1738 die Seigneurie Saint-Gilles, welche sich über das Einzugsgebiet des Flusses erstreckte, übertragen.